# Stahlhammer
Stahlhammer es una banda austriaca de metal industrial formada en 1992.

## Historia
La banda fue fundada en 1992 por Gary Wheeler (ex Blind Petition) y Michael Stocker (ex El Fischer). El objetivo inicial del proyecto consistía en tomar las influencias musicales predominantes en la época y fusionarlas con letras enfocadas principalmente en el idioma alemán. Así fue como tras una búsqueda, el grupo se conformó con cuatro miembros.
Originalmente el nombre de la banda iba a ser Eisenherz. Sin embargo, el uso de ese nombre estaba protegido por las leyes de derecho de autor, al ser el nombre alemán para la historieta Príncipe Valiente. Aun así, eventualmente llegarían a ocupar dicha palabra como título de uno de sus discos.
Su primer disco Killer Instinkt llamó la atención de la prensa especializada al contener un cover de la famosa canción de Pink Floyd «Another Brick in the Wall». El hecho de versionar éxitos de otros artistas se volvería recurrente con el pasar de los años, destacando covers de artistas como Falco («Mutter, der Mann mit dem Koks ist da», «Jeanny», «Out of the Dark»), MC Hammer («U can't touch this») y Phil Collins («In the Air Tonight»), entre otros.
Tras el lanzamiento del primer disco, su cantante abandona la banda y es reemplazado por Georgij Alexandrowitsch Makazaria, lanzando en secuencia los discos Wiener Blut y Feind Hört mit.
Al poco tiempo, Makazaria decide dejar la banda para dedicarse a sus proyectos paralelos. Lo mismo haría su guitarrista, mientras que los miembros restantes permanecieron en silencio por un tiempo hasta que se anuncia el regreso de Gary Wheeler junto a un nuevo guitarrista, Niko Stössl. Luego lanzarían el disco Eisenherz. Este disco los haría firmar con la filial austriaca de la compañía Universal.
Le seguirían los discos Stahlmania y Opera Noir, su último disco a la fecha. Cada uno lanzado a través de sellos discográficos distintos.
Luego del lanzamiento de Opera Noir, el cantante Gary Wheeler anuncia que se tomaría una pausa del trabajo con Stahlhammer para dedicarse a sus proyectos personales. Así fue como la banda entraría en un largo receso y permaneciendo inactiva hasta la actualidad, salvo contadas excepciones donde se han presentado en vivo.

## Miembros

### Última formación conocida
- Gary Wheeler - voz, guitarra, teclados, programación
- Peter Karolyi - bajo
- Michael Stocker - batería

### Miembros antiguos
- Niko Stössl - guitarra
- Thomas Schuler - guitarra
- Conrad Schrenk - guitarra
- Georgij Alexandrowitsch Makazaria - voz

## Discografía
- 1995: Killer Instinkt
- 1997: Wiener Blut
- 1999: Feind Hört mit
- 2002: Eisenherz
- 2004: Stahlmania
- 2006: Opera Noir